# Jimmy Dean
Jimmy Ray Dean (* 10. August 1928 in Plainview, Texas; † 13. Juni 2010 in Varina, Virginia) war ein US-amerikanischer Country-Musiker, Schauspieler und Unternehmer. Er wurde 2010 (postum) in die Country Music Hall of Fame aufgenommen.

## Leben

### Anfänge
Jimmy Dean entstammte einer armen Farmerfamilie. Im Alter von zehn Jahren erlernte er Gitarre, Piano und weitere Instrumente. Als Sechzehnjähriger trat er in die Handelsmarine ein, zwei Jahre später wurde er zur amerikanischen Luftwaffe eingezogen. Hier wurde er erstmals Mitglied einer Band, den Tennessee Haymakers. Nach seiner Entlassung gründete er die Texas Wildcats.

### Karriere
1952 nahm er seine erste Single auf. Bumming Around erreichte einen respektablen Platz fünf der Country-Charts. 1957 bekam er eine eigene Fernsehshow, die Jimmy Dean Show, die aber auf Grund einer ungünstigen Sendezeit nur wenig Zuschauer hatte. Im selben Jahr unterschrieb er einen Schallplattenvertrag beim Columbia-Label. Nach einer längeren Durststrecke veröffentlichte er 1961 die Eigenkomposition Big Bad John. Die mit einem Grammy ausgezeichnete Single erreichte Platz eins sowohl der Country- als auch der Pop-Charts und war einer der größten Hits der sechziger Jahre.
Mit dem antikommunistisch ausgeprägten Dear Ivan und PT-109, einem Song über das Kriegsschiff, das einst von John F. Kennedy kommandiert wurde, erreichte er 1962 vordere Plätze in den Hitparaden. Dank dieser Erfolge wurde auch die Jimmy-Dean-Show wiederbelebt. Den Spitzenplatz in den Country-Charts erreichte er noch einmal 1965 mit dem Titel The First Thing Ev'ry Morning (And The Last Thing Ev'ry Night). Die Verkaufszahlen seiner Schallplatten ließen danach aber allmählich nach, obwohl er weiterhin in den Charts vertreten war. Seine letzte Top-Ten-Platzierung hatte er 1976 mit I.O.U.
Umso erfolgreicher war Dean auf geschäftlichen Gebiet. Er gründete die Jimmy Dean Meat Company, für die er selbst auch als Werbeträger agierte. Seine Fernsehspots für Jimmy Dean Pure Pork Sausage machten ihn schließlich populärer als seine musikalischen Erfolge.
Im Jahre 1971 spielte er die Rolle des Willard Whyte im James-Bond-Film Diamantenfieber. Er spielt darin einen Milliardär mit einem weiten Firmennetz. Er wird vom Bösewicht Blofeld gefangen gehalten. Dieser nutzt sein Imperium um die Welt zu bedrohen. Die Figur Whyte war eine Hommage an Howard Hughes.

## Diskografie

### Alben
| Jahr | Titel                         | Höchstplatzierung, Gesamtwochen, AuszeichnungChartplatzierungen (Jahr, Titel, Platzierungen, Wochen, Auszeichnungen, Anmerkungen) | Höchstplatzierung, Gesamtwochen, AuszeichnungChartplatzierungen (Jahr, Titel, Platzierungen, Wochen, Auszeichnungen, Anmerkungen) | Anmerkungen |
| Jahr | Titel                         | US | Country | Anmerkungen |
| ---- | ----------------------------- | --- | --- | ----------- |
| 1961 | Big Bad John                  | US23 (28 Wo.)US | — |             |
| 1962 | Portrait Of Jimmy Dean        | US144 (2 Wo.)US | — |             |
| 1965 | The First Thing Ev’ry Morning | — | Country1 (18 Wo.)Country |             |
| 1966 | Jimmy Dean’s Greatest Hits    | — | Country22 (13 Wo.)Country |             |
| 1967 | Jimmy Dean Is Here!           | — | Country10 (20 Wo.)Country |             |
| 1968 | A Thing Called Love           | — | Country20 (12 Wo.)Country |             |
| 1971 | Country Boy & Country Girl    | — | Country42 (3 Wo.)Country |             |
| 1971 | Everybody Knows               | — | Country41 (3 Wo.)Country |             |
| 1971 | These Hands                   | — | Country43 (2 Wo.)Country |             |

grau schraffiert: keine Chartdaten aus diesem Jahr verfügbar
Weitere Alben
- 1957: Jimmy Dean Sings His Television Favorites
- 1958: Jimmy Dean’s Hour Of Prayer
- 1960: Hymns By Jimmy Dean
- 1965: Jimmy Dean’s Christmas Card
- 1968: Speaker Of The House
- 1969: Gotta Travel On
- 1976: I.O.U.

### Singles
| Jahr | Titel Album                                                                                  | Höchstplatzierung, Gesamtwochen, AuszeichnungChartplatzierungen (Jahr, Titel, Album, Platzierungen, Wochen, Auszeichnungen, Anmerkungen) | Höchstplatzierung, Gesamtwochen, AuszeichnungChartplatzierungen (Jahr, Titel, Album, Platzierungen, Wochen, Auszeichnungen, Anmerkungen) | Höchstplatzierung, Gesamtwochen, AuszeichnungChartplatzierungen (Jahr, Titel, Album, Platzierungen, Wochen, Auszeichnungen, Anmerkungen) | Höchstplatzierung, Gesamtwochen, AuszeichnungChartplatzierungen (Jahr, Titel, Album, Platzierungen, Wochen, Auszeichnungen, Anmerkungen) | Anmerkungen |
| Jahr | Titel Album                                                                                  | DE | UK | US | Country | Anmerkungen |
| ---- | -------------------------------------------------------------------------------------------- | --- | --- | --- | --- | ----------- |
| 1957 | Deep Blue Sea –                                                                              | — | — | US67 (8 Wo.)US | — |             |
| 1957 | Little Sandy Sleighfoot –                                                                    | — | — | US32 (5 Wo.)US | — |             |
| 1961 | Big Bad John Big Bad John and Other Fabulous Songs and Tales                                 | DE39 (8 Wo.)DE | UK2 (13 Wo.)UK | US1 Gold · (16 Wo.)US | Country1 (22 Wo.)Country |             |
| 1962 | Dear Ivan –                                                                                  | — | — | US24 (7 Wo.)US | Country9 (10 Wo.)Country |             |
| 1962 | To a Sleeping Beauty Big Bad John and Other Fabulous Songs and Tales                         | — | — | US26 (9 Wo.)US | Country15 (9 Wo.)Country |             |
| 1962 | The Cajun Queen –                                                                            | — | — | US22 (8 Wo.)US | Country15 (10 Wo.)Country |             |
| 1962 | P.T. 109 Portrait of Jimmy Dean                                                              | — | — | US8 (11 Wo.)US | Country3 (13 Wo.)Country |             |
| 1962 | Steel Men Portrait of Jimmy Dean                                                             | — | — | US41 (8 Wo.)US | — |             |
| 1962 | Little Black Book Portrait of Jimmy Dean                                                     | — | UK33 (4 Wo.)UK | US29 (9 Wo.)US | Country20 (11 Wo.)Country |             |
| 1962 | Gonna Raise a Rukus Tonight –                                                                | — | — | US73 (6 Wo.)US | — |             |
| 1964 | Mind Your Own Business Dean’s List                                                           | — | — | — | Country35 (6 Wo.)Country |             |
| 1965 | The First Thing Ev’ry Morning (And The Last Thing Ev’ry Night) The First Thing Ev’ry Morning | — | — | US91 (3 Wo.)US | Country1 (17 Wo.)Country |             |
| 1965 | Harvest of Sunshine The First Thing Ev’ry Morning                                            | — | — | — | Country35 (8 Wo.)Country |             |
| 1966 | Stand Beside Me Jimmy Dean Is Here!                                                          | — | — | — | Country10 (16 Wo.)Country |             |
| 1967 | Sweet Misery The Jimmy Dean Show                                                             | — | — | — | Country16 (14 Wo.)Country |             |
| 1967 | Ninety Days –                                                                                | — | — | — | Country41 (9 Wo.)Country |             |
| 1967 | I’m a Swinger –                                                                              | — | — | — | Country30 (10 Wo.)Country |             |
| 1968 | A Thing Called Love                                                                          | — | — | — | Country21 (14 Wo.)Country |             |
| 1968 | Born To Be By Your Side A Thing Called Love                                                  | — | — | — | Country52 (6 Wo.)Country |             |
| 1968 | A Hammer and Nails –                                                                         | — | — | — | Country22 (11 Wo.)Country |             |
| 1969 | A Rose Is a Rose Is a Rose –                                                                 | — | — | — | Country52 (7 Wo.)Country |             |
| 1971 | Slowly –                                                                                     | — | — | — | Country29 (11 Wo.)Country |             |
| 1971 | Everybody Knows Everybody Knows Jimmy Dean                                                   | — | — | — | Country54 (7 Wo.)Country |             |
| 1971 | The One You Say Good Mornin’ To –                                                            | — | — | — | Country38 (12 Wo.)Country |             |
| 1973 | Your Sweet Love (Keeps Me Homeward Bound) Everybody Knows Jimmy Dean                         | — | — | — | Country90 (6 Wo.)Country |             |
| 1976 | I.O.U.                                                                                       | — | — | US35 Gold · (4 Wo.)US | Country9 (8 Wo.)Country |             |

## Filmografie
- 1963: The Patty Duke Show (Fernsehserie, Folge 1x13)
- 1967–1970: Daniel Boone (Fernsehserie, 13 Folgen)
- 1969: The Ballad of Andy Crocker (Fernsehfilm)
- 1971: James Bond 007 – Diamantenfieber (Diamonds Are Forever)
- 1972: Rolling Man (Fernsehfilm)
- 1977: Stadt der Gewalt (The City, Fernsehfilm)
- 1981–1982: Fantasy Island (Fernsehserie, 2 Folgen)
- 1987–1988: J.J. Starbuck (Fernsehserie, 9 Folgen)
- 1990: Big Bad John
- 1990: Mord ist ihr Hobby (Murder, She Wrote, Fernsehserie, Folge 7x09 Die Ballade vom Tod)